# Encymon ferialis
Encymon ferialis es una especie de coleóptero de la familia Endomychidae.

## Distribución geográfica
Habita en Asia.